# 幸地学
幸地学（こうち まなぶ、1954年5月16日 - ）は、画家、彫刻家、版画家。1954年沖縄県那覇市に生まれる。 1973年すいどーばた美術学院(東京)でデッサンを１年間学ぶ。 1974年4月東京造形大学彫刻科に入学、1年間同校で学ぶ。 1976年10月武蔵野美術短期大学美術科に入学、1979年同大卒業。 同年10月イタリア国立美術アカデミー（フィレンツェ）彫刻科に入学、1981年6月まで学ぶ。 イタリアではゴシック、ルネッサンス、ギリシア、エジプト絵画、彫刻を学ぶ。 そのころマーチン・ブラッドリーと出会い現代アートを学ぶ。 その後、ロンドンに渡り、近代、現代アートを学ぶが同時に東洋の美術も学び始める。 同年12月にはパリを生活の拠点に定め、本格的に独自の芸術様式を確立するため創作活動を開始。 1982年以降からパリを中心に個展や多くの美術展で作品を発表し始める。 特に1989年より、ギャラリークロード・ルマンで作品展示をする。 同時期から画廊沖縄で作品を発表する。 1992年ムルロ コレクション20世紀巨匠たちの版画展で幸地学の作品も日本全国に巡回展示される。 1996年第38回米国グラミー賞公式アーティストになり、作品がグラミー賞CDカバー、ポスター等にシンボルイメージとなる。 同年ニューヨーク．アートエキスポ／ミュージックケアー公式アーティストになり、作品が公表される。 微生物応用研究会大会（EM）、2001年第9回地球環境映像祭等のシンボルイメージとして、作品がポスターになる。 モニュメント彫刻や多くのブロンズ彫刻、銅版画、リトグラフィーを制作する。
幸地の作品には具象性、抽象性、幾何学的、暗喩的なものが混ざり合い、空想と現実が融合する宇宙を構成している。 彼は異なる物や色彩の世界を混ぜてバランスを作り描くという方法によって、メタモルフォーゼを追求する。そして、色彩のグラデーションによって形のイメージに強いインパクトを与え、明瞭性を強め、細い線や平たい形の配置が軽快さを表している。それらは、作者自身が言っている“異質の調和がつり出すエネルギーの表出こそ僕の芸術の根幹である。”と言うことに基づいている。